# Terence Horgan
Terence Edward Horgan, född 13 oktober 1948, är en amerikansk filosof och professor vid University of Arizona i Tucson. Hans huvudområden omfattar metafysik, medvetandefilosofi och metaetik.
Horgan tog sin bachelorexamen inom filosofi 1970 vid Stanford University. 1974 avslutade han sin Ph.D. vid University of Michigan med doktorsavhandlingen Microreduction and the Mind-Body Problem under Jaegwon Kim. Kims inflytande på Horgan märks av även inom dennes senare arbeten. Efter professurer vid Illinois, Michigan und Memphis är Horgan sedan 2002 professor vid Tucson, Arizona.

## Fysikalism och dualism
Horgans filosofiska huvudinriktning ligger inom medvetandefilosofi och i synnerhet frågan om en fysikalistisk tolkning av medvetandet är möjlig. Under lång tid höll Horgan den materialistiska åskådningen för sann, och kritiserade även Frank Cameron Jacksons dualistiska tankeexperiment om Mary . Horgan förklarade, att Jacksons argument bygger på flertydighet inom begreppet "fysisk information", och inte följer ur premisserna, då "fysisk information" skiljer sig i betydelse hos de olika premisserna .
I en senare uppsats från år 2002 förklarar Horgan dock, att materialismen står inför svåra och olösta problem . Horgan argumenterar i sin uppsats mot materialismen utifrån argument om möjligheten föreställa sig något, enligt traditionen från Saul Kripke och David Chalmers: Enligt Horgan låter sig följande argument mot fysikalismen formuleras:
1. För alla fysiska egenskaper är det möjligt att föreställa sig, att de uppträder utan fenomenala egenskaper (qualia).
2. Där det är möjligt att föreställa sig, är det även möjligt att det är så,
3. Om det för alla fysiska egenskaper är möjligt att de uppträder utan fenomenala egenskaper, så kan fysiska och fenomenala egenskaper inte vara identiska.

Alltså 4: Fysiska och fenomenala egenskaper kan inte vara identiska.
I en annan uppsats från år 2002 beskriver Horgan sitt ambivalenta förhållande till fysikalismen som följer:
| I remain deeply attracted to materialism in philosophy of mind; I would like to believe that mental is superdupervenient on the physical. But the hole hard problem looks very hard indeed, and I see no prospects currently in sight for dealing with it satisfactorily. […] Much as I would like to be a materialist, at present I do not know what an adequate materialist theory of mind would be. |  | Jag hyser en fortsatt attraktion för den materialistiska hållningen inom medvetandefilosofin; jag vill gärna tro att det mentala superdupervenierar över det fysiska. Men medvetandefilosofins svåra problem verkar sannerligen fortsatt svårt framöver, och jag ser ännu ingen tillfredsställande lösning i sikte. […] Då jag gärna skulle vilja vara materialist, vet jag för tillfället inte hur en adekvat materialistisk medvetendefilosofisk hållning skulle te sig. |

## Superveniens och superduperveniens
Inom Horgans medvetandefilosofiska hållning intar begreppet superveniens en central roll. Horgan uppmärksammade tidigt, att en materialistisk teori om medvetandet hänger på, att mentala tillstånd supervenierar på mentala tillstånd . Med detta menas, att en persons mentala tillstånd enbart kan ändras, om en fysisk komponent även samtidigt ändrar sig.
På denna punkt har Horgans tanke, om att superveniens för sig inte är tillräcklig för materialism, blivit inflytelserik . För övrigt ser sig även dualistiska teorier förenliga med superveniens, varför materialister yrkar på särskilda superveniensbetingelser, så kallade superduperveniensbetingelser. Superduperveniensbetingelserna utmärker sig, enligt Horgan, av att de förklarar sig själva utifrån att supervenierande egenskaper kan reduceras.

## Skrifter
- med J. Tienson: Connectionism and the Philosophy of Psychology. Bradford Books, 1996.